# Truncatella pellucida
Truncatella pellucida is een slakkensoort uit de familie van de Truncatellidae. De wetenschappelijke naam van de soort is voor het eerst geldig gepubliceerd in 1860 door Dohrn.